# Народна музика індіанців

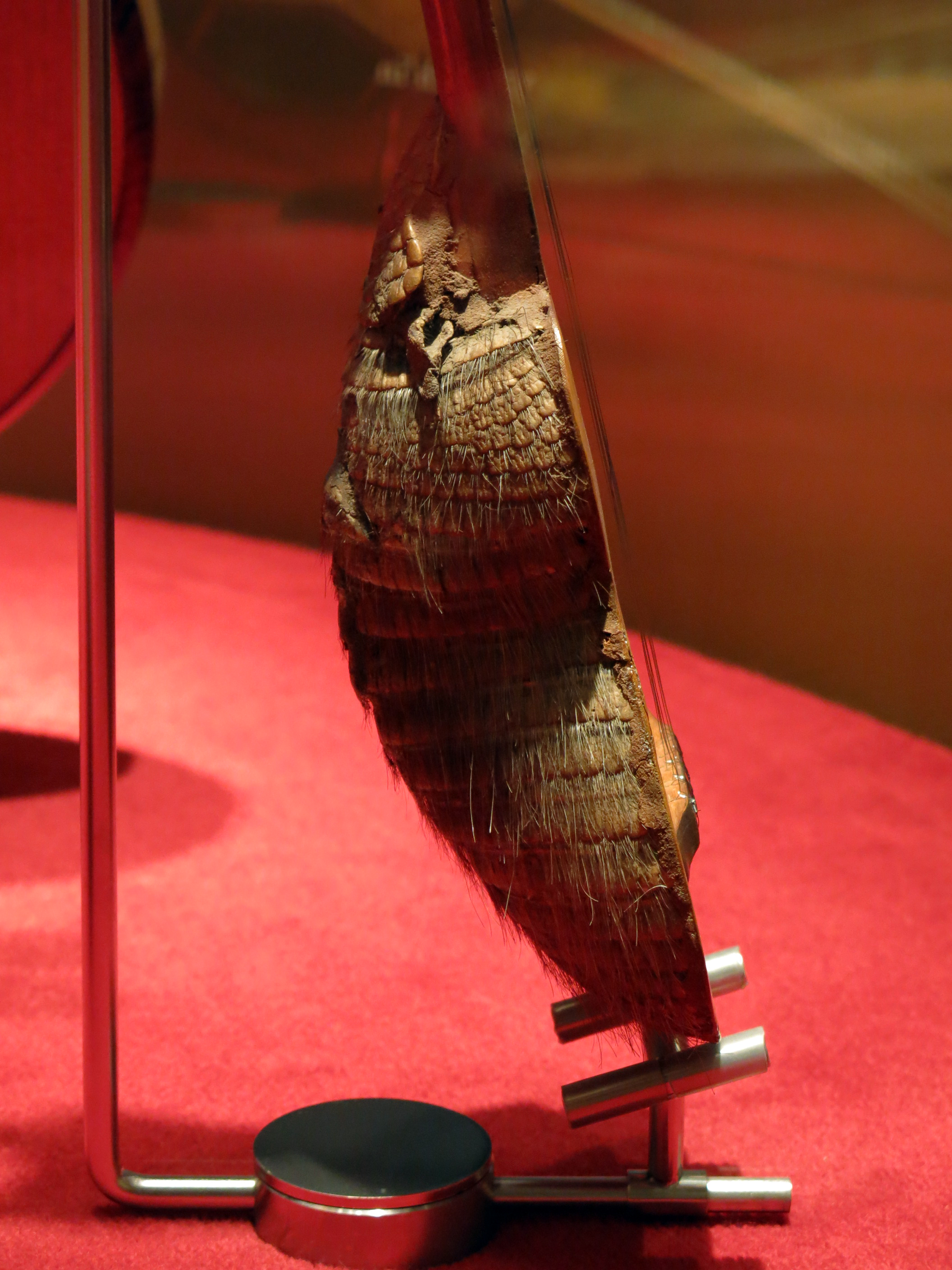
Чаранго. Задню деку традиційно виготовляють із панцира броненосця

Народна музика індіанців (традиційна музика індіанців, музичний фольклор індіанців) — музично-поетична творчість корінних народів Північної та Південної Америки, невід'ємна частина народної творчості, що передається з покоління в покоління, одна з найважливіших складових народної духовної культури індіанських народів.

## Опис
Музична культура країн американського континенту склалася переважно на базі трьох музичних традицій: корінної американської (індіанської), європейської та африканської. З них лише індіанська музика зберігає фольклорні музичні традиції. Креольська латиноамериканська та афроамериканська музика — порівняно молоді новоутворення, сучасне обличчя яких склалося лише на кінець XX століття.
Індіанська музика — спадок корінних народів Північної та Південної Америки. Вона відіграє життєво важливу роль для корінного населення, часто виконується в обрядових цілях. Індіанська обрядова музика походить від божеств та духів, або від особливо шанованих людей. Існує віра в те, що люди, які мають музичні таланти, мають особливу силу. Усі ритуали формувалися під її впливом. Кожна пісня та танець повідомляє про божества, символи, які дуже важливі для племені, села, клану, сім'ї чи людини. Причому чоловіки та жінки в багатьох музичних діях грають визначені для статі ролі. Наприклад, у деяких суспільствах певні церемоніальні барабани довіряються лише чоловікам. Багато племінних музичних культур мають відносну нестачу традиційних жіночих пісень і танців, особливо у північно-східних і південно-східних регіонах. А племена Західного узбережжя Північної Америки, навпаки, схиляються до вищого становища жіночої музики, зі спеціальними жіночими піснями про кохання. Жінки також відіграють життєву обрядову роль у танці сонця та співають під час соціальних танців.
Стилі та цілі музики варіюються в кожному індіанському племені, але спільним для всіх залишається зв'язок музики з духовним началом. Кожен регіон Америки має свої особливості, але деякі спільні риси є універсальними для традиційної індіанської музики. Особливо це стосується відсутності гармонії та поліфонії, хоча багато людей співають одночасно.
Спів і удар — найважливіші аспекти традиційної індіанської музики. Вокалізація набуває багатьох форм, у межах від соло та хорової пісні до перегукування, унісону та багатошарового співу. Але найчастіше американські народні пісні виконували в унісон, причому кількість співаючих сягала 100. Сильна екзальтація під час співу призводить до характерного вібрато, до дещо «фальшивого» стилю співу. Подібні звуки в аборигенів виконували сигнальну, комунікативну роль, допомагали у спілкуванні з тваринами. Вокабули (чи лексично безглузді склади) часто відзначають початок і кінець фраз, секцій чи самих пісень.
Загальний супровід ударів барабанів та скреготу забезпечує збереження стійкого ритму співу. Традиційна музика зазвичай починається з повільних і стійких ударів, які стають поступово швидшими і рішучішими, при цьому барабан, тремоло скреготу, крики додають різноманітності.
У музиці індіанських народів використовуються 2 пентатонні лади з інтервалами (в тонах): 1—1—1-2—1 і 1—1-1-2—1—1. У деяких народностей зустрічається також 7-ступенева діатоніка, часто з мелодійними фігурами.
Дуже різноманітний ритм із синкопованими ударами та мінливими акцентами. Часом він навіть не піддається тактуванню та нотному запису.

## Жанри
Звернення до сил природи
Спільними для всіх племен Америки були обряди в ім'я сил природи. Найчастіше це були звернення до сонця, місяця, обряди викликання дощу. Майже повсюдно вони супроводжуються піснями, танцями, громадськими благаннями, зверненими до сил природи.
Полювання
Безліч пісень пов'язані з полюванням. Вважалося, що полювання — це сакральне чоловіче дійство, яке може забезпечити майбутній дитині можливість знайти вічне існування.
Плач
Плачі — жіночі пісні, звані xenga, на відміну від суто чоловічих мисливських — pre.
Заклик
Мелодії-заклики не мають словесного тексту, а співаються складами. Ці традиції склалися насамперед у тих племенах, де населення займалося скотарством. Цілі мелодій-закликів — комунікативні (у разі перебування в лісі, в горах), пастуші (при вигоні стада та при його поверненні), охоронні (для відлякування диких звірів) тощо.
Пісня-розмова
Корінні мешканці Америки «розмовляли» з деревами, тваринами. У таких піснях-розмовах проводяться паралелі між рисами коханих та красою навколишнього світу. Часто кохані або просто молоді люди порівнювалися в піснях з тваринами, наприклад дівчата з тапірами, а чоловіки — з дикими кабанами. Білих прибульців завжди порівнювали з хижими тваринами.
Пісня шамана
Священна музика індіанців пов'язана зі світоглядними поняттями, такими як життя духа, походження елементів Землі. У культовій практиці панував шаманізм.
Колискова пісня
У народній музиці індіанців був поширеним жанр колискової пісні. Ці пісні мали мелодії вузького діапазону, порівняно просту ритміку і включали улюблені індіанцями образи тварин і птахів.

## Інструменти
Для виготовлення музичних інструментів часто застосовували природні мінерали: камінь, глину.
Найпоширенішими матеріалами для виготовлення музичних інструментів були органічні матеріали: великі черепашки морських молюсків з кількома гральними отворами.
Інструментарій рослинного походження: «співочий» очерет, бамбук, що звучить, свистульки, зроблені з горіхового плоду. Висушені гарбузи, наповнені насінням, стручки гігантських акацій, очеретяна трубка з поперечними насічками (гуачаррака) та багато інших використовують як ідіофони. Арауканський інструмент трутрука виготовляють із різновидів бамбука. Ймовірно, предком трутруки є лолкінь, який має менший розмір.
Ударні інструменти
До ударних інструментів індіанців відносяться брязкальця та бубонці з висушених плодів, черепашок, глини, бронзи, срібла, золота. Порожнистий стовбур рослини з отворами різної величини дозволяє видобувати за допомогою палиць звуки різної висоти, що нагадують звуки ксилофона. Особливо поширений тепонацтль — порожнистий стовбур із надрізом у вигляді літери Н.
До примітивних барабанів, звуки з яких видобуваються ударами по цільнодерев'яному циліндру дерев'яною калатушкою з каучуковим наконечником, належать, наприклад, тундулі індіанців хібаро, майоакан кубинських таїно, магуаре колумбійських і бразильських уїтото, трокано парагвайських гуарані.
Традиційно індіанські барабани великі: від півметра до метра діаметром. Ірокезький водний барабан виготовляється зі шкіри, натягнутої на глиняний горщик, наполовину заповнений водою.
Духові інструменти
Антара — традиційний інструмент індіанців Болівії, Перу, що є аналогом флейти Пана. Для антари в Кавачі виготовляли 10-15 глиняних трубок завдовжки до 90 см за товщини 1 см.
Сампоньо — багатоствольна флейта Пана, поширена в Перу, Еквадорі, Болівії, виготовляється з очерету. Трубки в сампоньйо розташовуються в один або два ряди.
Кена — поздовжня флейта без свисткового пристрою, відкрита з двох боків, має сім гральних отворів, один з яких розташований на протилежному боці. Поширена переважно в Перу, де її винайдено. Кращий матеріал для виготовлення — очерет, але зустрічаються кени, виготовлені з гарбуза, з кістки лами або пелікана, з металу, дерева, глини, каменю. Велику басову кену називають кеначо.
Пімак — поздовжня флейта. Виготовляється з двох половинок кедра, ялини, які після довбання склеюються. Рідше має цільний корпус із очерету.
Тарка — флейта прямокутного перерізу, що зустрічається в Перу та Болівії. Виготовляється з деревини та має мундштук свисткового типу з маленьким повітряним отвором. Флейта покликана передавати шум вітру високогірних плато Анд.
Струнні інструменти
Чаранго — інструмент, схожий на гітару. Як правило, має 10 струн, розташованих попарно. Спочатку як корпус інструменту використовували панцир броненосця, що й визначило згодом його форму. Чаранго — переважно чоловічий інструмент, за допомогою якого чоловіки намагаються приворожити дівчину, яка їм сподобалася. Інструмент часто використовують і під час святкових танців.